# ویلی واتسون
ویلی واتسون (انگلیسی: Wylie Watson; ۶ فوریهٔ ۱۸۸۹ – ۳ مهٔ ۱۹۶۶) بازیگر اهل بریتانیا بود.
از فیلم‌ها یا برنامه‌های تلویزیونی که وی در آن نقش داشته‌است می‌توان به کوچنشینها، ویسکی به وفور!، و لندن به من تعلق دارد اشاره کرد.